# Oriole Park at Camden Yards
Le Oriole Park at Camden Yards (surnommé Camden Yards et The Yard) est un stade de baseball situé dans le Camden Yards Sports Complex au nord du M&T Bank Stadium près du centre-ville de Baltimore, dans le Maryland.
Depuis 1992, ses locataires sont les Orioles de Baltimore, une équipe de baseball évoluant en Ligue majeure de baseball et qui jouait auparavant au Memorial Stadium. Le stade a une capacité de 48 290 places.

## Histoire
Lorsque l'ancien maire de Baltimore, William Donald Schaefer, est devenu le gouverneur du Maryland au milieu des années 1980, il a appuyé la création de projets visant à construire un stade de baseball. Eli Jacobs, propriétaire des Orioles quand le stade a été construit, voulait l'appeler Oriole Park. Schaefer préférait Camden Yards. Finalement, ils sont convenus de l'appeler Oriole Park at Camden Yards.
Le Oriole Park at Camden Yards, la seule installation de baseball du centre-ville de Baltimore, est devenu le domicile des Orioles de Baltimore le 6 avril 1992. La construction du stade a été achevée en essentiellement 33 mois à compter du moment où les structures précédentes furent rasées sur la parcelle de 344 000 mètres carrés (85 acres) à partir du 28 juin 1989, dans la zone connue sous le nom de Camden Yards.
Le père du légendaire Babe Ruth a dirigé le Ruth's Cafe au rez-de-chaussée de la résidence familiale située à Conway Street et Little Paca, désormais le champ central du Oriole Park. Le stade peut accueillir 48 290 spectateurs (y compris debout), et le coût du projet a été d'environ $110 millions de dollars. Il a été conçu par la société architecturale Helmuth, Obata and Kassabaum (HOK Sport) de Kansas City, avec la direction et une participation des Orioles et de l'État du Maryland, qui possède et exploite l'installation par l'intermédiaire de son agence, la Maryland Stadium Authority (MSA).
HOK travaillait sous contrat avec la firme de design urbain RTKL, le cabinet de paysagisme Wallace, Roberts, and Todd, et les firmes d'ingénierie de Bliss and Nyitray: Rummel, Klepper, and Kahl: et Kidde Consultants, Inc. Les Orioles étaient sous contrat avec la firme de design intérieur de Forte Design et l'entreprise de conception graphique de David Ashton and Associates.
Le 13 juillet 1993, il a organisé le Match des étoiles de la Ligue majeure de baseball 1993.
Le record d'affluence à Camden Yards est de 49 828 spectateurs contre les Red Sox de Boston le 10 juillet 2005.
Ce stade est très apprécié des Américains.

## Événements
- Match des étoiles de la Ligue majeure de baseball 1993, 13 juillet 1993
- Visite du Pape Jean-Paul II, octobre 1995

## Dimensions
- Left Field (Champ gauche) - 333 pieds (101.5 mètres)
- Left-Center - 364 ' (110.9 m)
- Left-Center (profond) - 410 ' (125 m)
- Center Field (Champ central) - 400 ' (121.9 m)
- Right-Center - 373 ' (113.7 m)
- Right Field (Champ droit) - 318 ' (96.9 m)

## Galerie

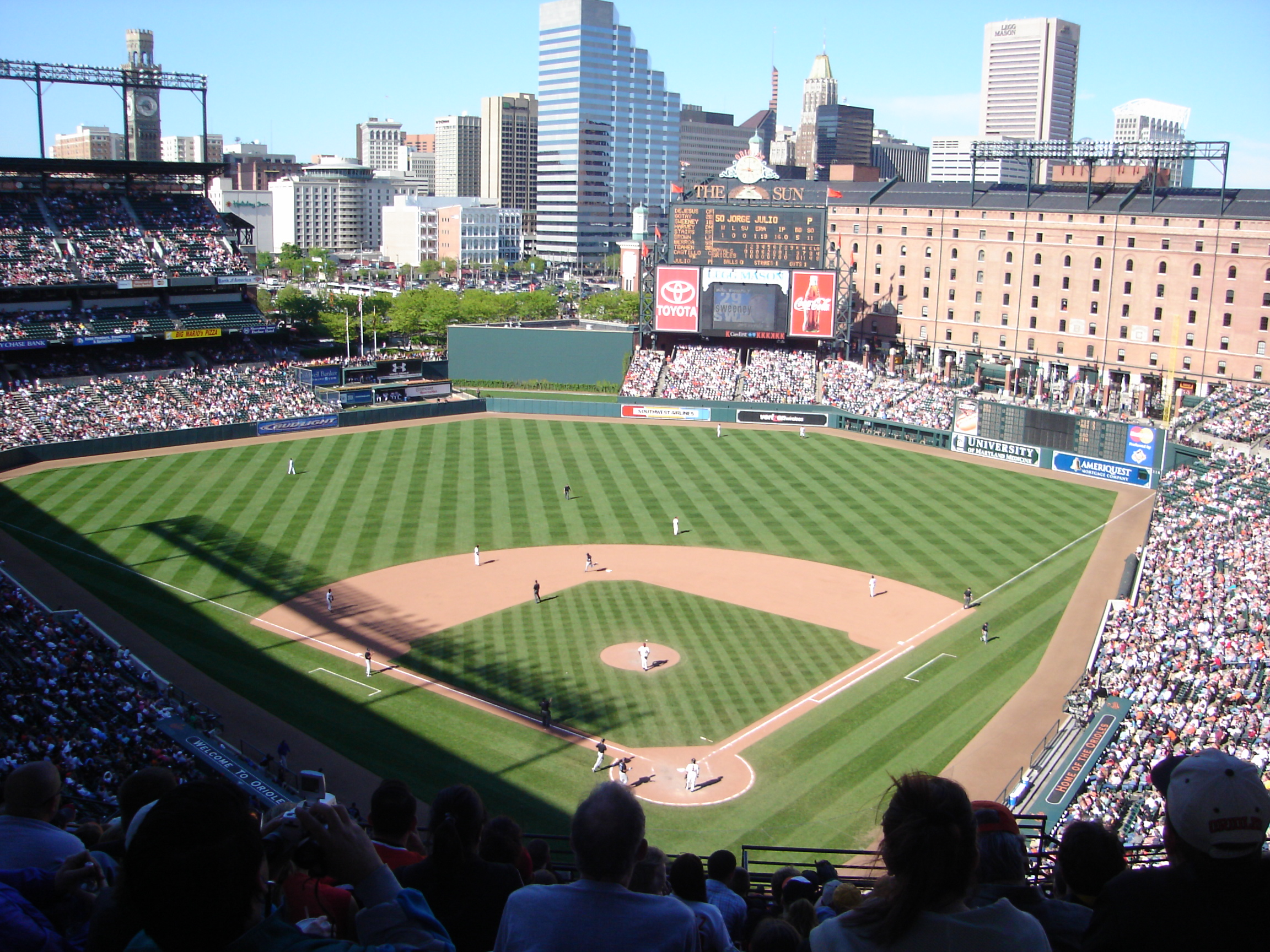
Rencontre des Orioles
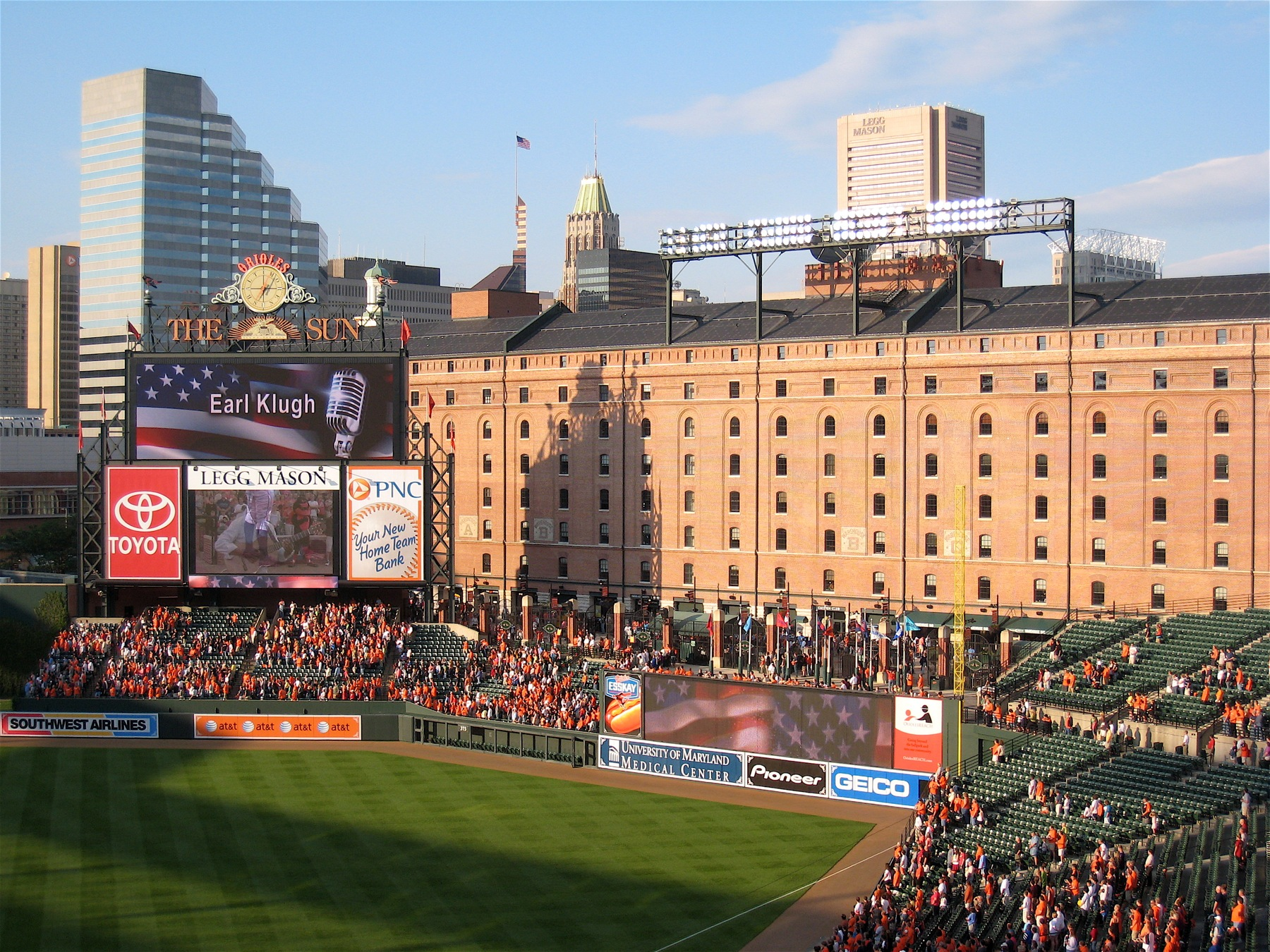
Nouveau tableau d'affichage
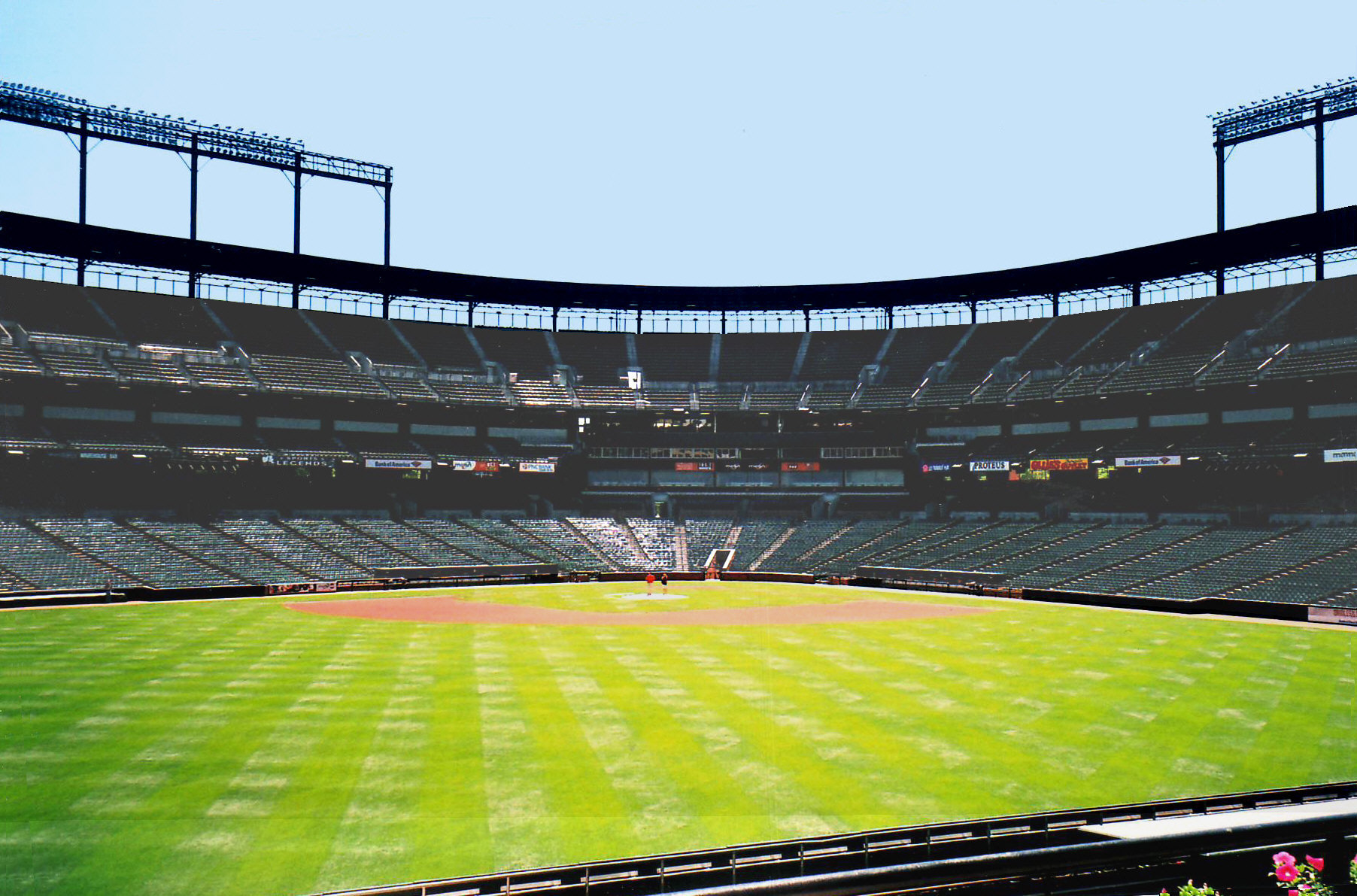
Vue intérieure
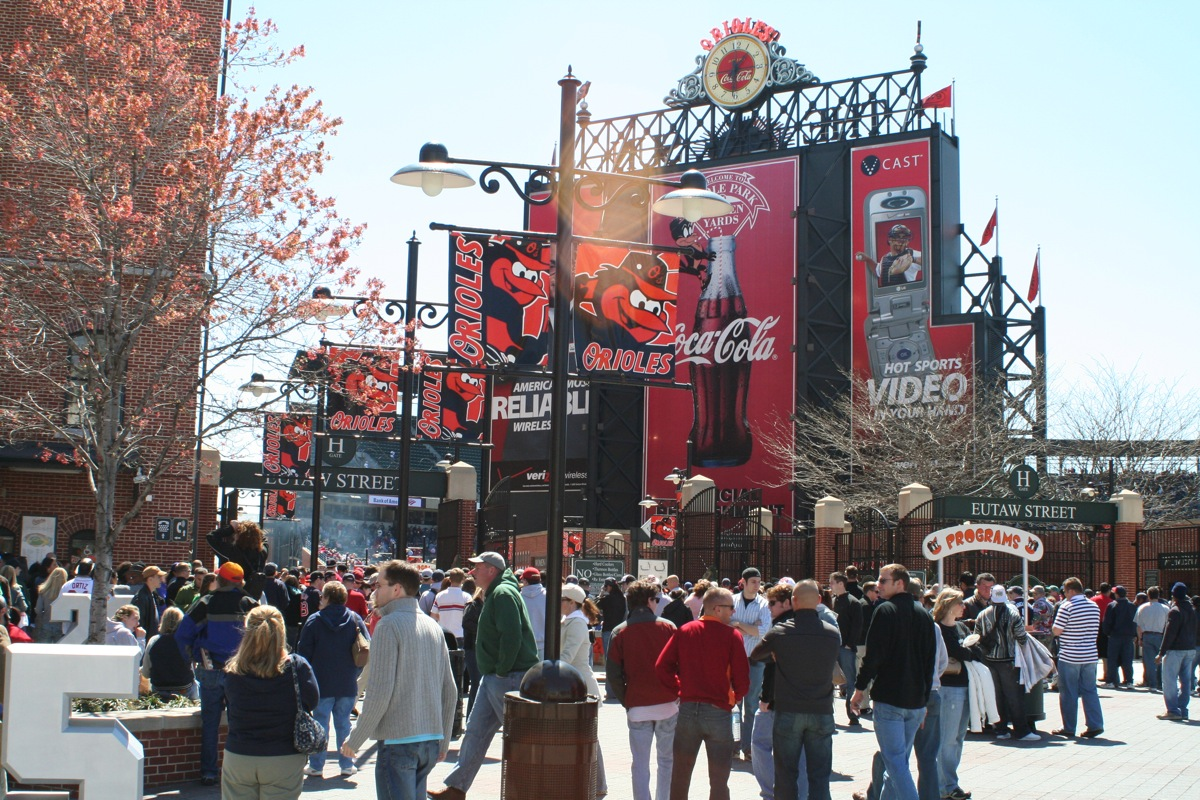
Entrée du stade
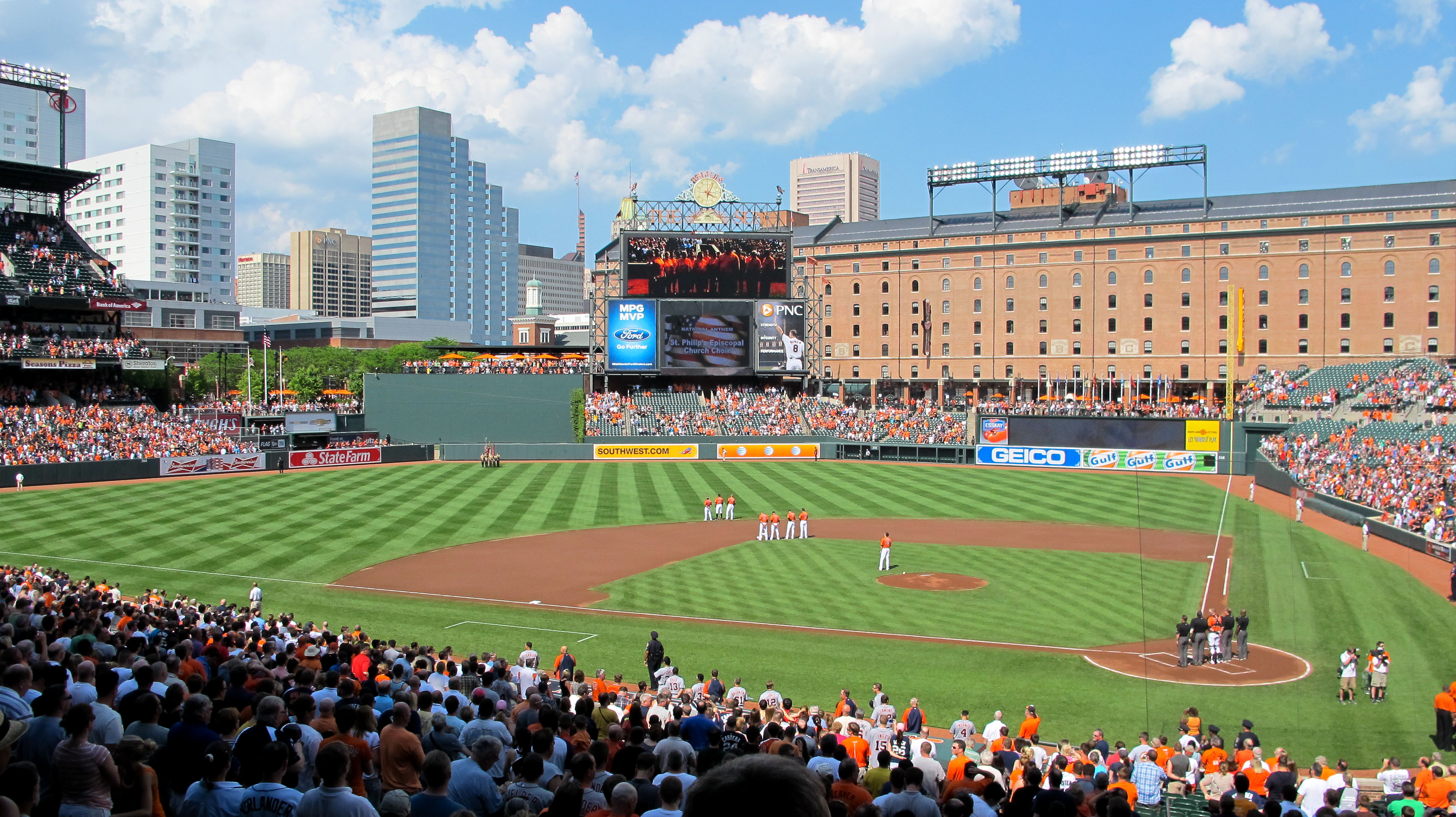
Début d'un match en 2013